# Heartland Championship 2017
El Campeonato Heartland 2017 fue la decimosegunda edición de la segunda división de rugby de Nueva Zelanda. 
El campeón de la competencia fue Wanganui, quienes lograron su sexto campeonato.

## Sistema de disputa
Cada equipo disputa 8 encuentros frente a sus rivales.
- Los cuatro equipos con mejor clasificación al final de la fase de grupos clasifican a la semifinal de la Copa Meads buscando el título de la competición.

- Los equipos ubicados entre la quinta y octava posición al final de la fase de grupos clasifican a la semifinal de la Copa Lochore, la copa que se asigna al ganador de los playoff por el quinto puesto.

## Clasificación
- Clasificación[1]

| Pos. | Equipo            | Encuentros | Encuentros | Encuentros | Encuentros | Tantos | Tantos | Tantos | PB | PB | Puntos |
| Pos. | Equipo            | PJ         | PG         | PE         | PP         | F      | C      | Dif    | BO | BD | Puntos |
| ---- | ----------------- | ---------- | ---------- | ---------- | ---------- | ------ | ------ | ------ | -- | -- | ------ |
| 1.º  | South Canterbury  | 8          | 7          | 0          | 1          | 273    | 190    | +83    | 7  | 1  | 36     |
| 2.º  | Horowhenua-Kapiti | 8          | 7          | 0          | 1          | 228    | 107    | +121   | 3  | 1  | 32     |
| 3.º  | Buller            | 8          | 6          | 0          | 2          | 250    | 203    | +47    | 3  | 1  | 28     |
| 4.º  | Wanganui          | 8          | 5          | 0          | 3          | 279    | 125    | +154   | 3  | 3  | 26     |
| 5.º  | Mid Canterbury    | 8          | 5          | 0          | 3          | 275    | 224    | +51    | 5  | 1  | 26     |
| 6.º  | West Coast        | 8          | 5          | 0          | 3          | 209    | 202    | +7     | 5  | 1  | 26     |
| 7.º  | North Otago       | 8          | 4          | 0          | 4          | 235    | 178    | +57    | 5  | 4  | 25     |
| 8.º  | Thames Valley     | 8          | 3          | 0          | 5          | 209    | 174    | +35    | 4  | 4  | 20     |
| 9.º  | Poverty Bay       | 8          | 4          | 0          | 4          | 185    | 229    | -44    | 4  | 0  | 20     |
| 10.º | King Country      | 8          | 1          | 0          | 7          | 206    | 323    | -117   | 5  | 3  | 12     |
| 11.º | Wairarapa Bush    | 8          | 1          | 0          | 7          | 174    | 313    | -139   | 4  | 2  | 10     |
| 12.º | East Coast        | 8          | 0          | 0          | 8          | 98     | 353    | -255   | 0  | 0  | 0      |

|  | Semifinales Copa Meads.      |
|  | Semifinalistas Copa Lochore. |

## Copa Lochore - Quinto Puesto

### Semifinal
| 21 de octubre | Mid Canterbury | 56 - 22 | Poverty Bay |  |  |

| 21 de octubre | West Coast | 24 - 14 | North Otago |  |  |

### Final
| 29 de octubre | Mid Canterbury | 47 - 15 | West Coast |  |  |

| Bandera de Nueva Zelanda            |
| Ganador Copa Lochore Mid Canterbury |
| Primer título                       |

## Copa Meads

### Semifinal
| 21 de octubre | South Canterbury | 24 - 29 | Wanganui |  |  |

| 21 de octubre | Horowhenua-Kapiti | 18 - 17 | Buller |  |  |

### Final
| 28 de octubre | Wanganui | 30 - 14 | Horowhenua-Kapiti |  |  |

| Bandera de Nueva Zelanda |
| Campeón Wanganui         |
| Sexto título             |